# Котляр В'ячеслав В'ячеславович
В'ячеслав В'ячеславович Котляр (нар. 3 березня 1982) — український та казахський футболіст, воротар клубу «Акжайик».

## Життєпис
Вихованець київського футболу. В Україні виступав у складі «Цементника-Хорда», «Черкас-2», «Галичини» (Дрогобич), «Газовика-Скали», «Княжої» та сумського «Спартака». У 2007 році виїхав до Казахстану, де грав в командах «Казахмис», «Ілі-Саулет», дублі столичної «Астана», «Іртиша» з Павлодару (Дебют в павлодарському клубі відбувся в матчі Кубка Казахстану проти команди «Екібастуз».), «Шахтаря» (Караганда) та «Алтая». З 2017 року — гравець «Акжайика».

## Досгнення
- Прем'єр-ліга (Казахстан)
  -  Срібний призер (1): 2012

- Перша ліга чемпіонату Казахстану
  -  Чемпіон (1): 2008
  -  Срібний призер (1): 2007 (конференція «Північний-схід»)

- Кубок Казахстану
  -  Фіналіст (1): 2012